# Alexandre Guyard de Saint-Chéron
Pour les articles homonymes, voir Guyard et Saint-Chéron.
Alexandre Guyard de Saint-Chéron (1807-1892) est un avocat et journaliste français.

## Biographie
Alexandre Guyard de Saint-Chéron, est né le 8 novembre 1807 à Loches. Son père est Louis-Auguste Guyard de Saint-Chéron, directeur de l'administration des contributions indirectes, et sa mère est née Félicité-Marthe Haincque (fille d'Adrien Pierre Marie Haincque). Il épouse, le 18 septembre 1814 Marie-Claire-Alexandrine Bazard, fille des saint-simoniens Saint-Amand Bazard et Claire Bazard. Ils auront six enfants : Marie-Félicité-Claire, né le 9 juin 1825 ; Noémi-Félicité-Claire, né le 9 juin 1835 et épouse de Félix Langlais ; Claire-Élisabeth-Clémentine et Paul-Alexandre, nés le 10 janvier 1844 ; Georges-Philippe, né le 20 novembre 1848 ; et Marthe-Élisabeth-Albertine, né le 18 novembre 1850.
Saint-Simonien, il fut rédacteur au Journal des débats avant de se convertir au catholicisme devenant rédacteur en chef de L'Univers, poste auquel lui succédera Louis Veuillot. Ardent partisan du « comte de Chambord », dont il est le correspondant, il créa en 1849 la lettre parisienne, appelée aussi Correspondance Saint-Chéron. Cette publication jouait le rôle d'agence de presse légitimiste et de feuille interne du parti légitimiste, qui avait créé dès 1830 un bureau de « correspondance », rebaptisé « Bureau d'information » en 1840, accompagné d'une édition particulière de La Gazette de France.
Dans les années 1850, la lettre parisienne, et la signature de Saint-Chéron font partie des trois feuilles blanches quotidiennes envoyées à ses clients par l'Agence Havas.
Alexandre Guyard de Saint-Chéron fut aussi collaborateur de plusieurs journaux, notamment de la Gazette du Midi, du Journal de Rennes, de L'Espérance du peuple (Nantes), de Foi bretonne (Saint-Brieuc) et de la Chronique de l'Ouest (Le Mans). Avec Friedrich von Hurter et Jean-Baptiste Haiber, Alexandre de Saint-Cheron a publié en 1839 une "Histoire de la papauté", dans laquelle il s'est appuyé sur l'hypothèse de la ruine du protestantisme pour établir que l'autorité du pape se dirigeait vers une restauration.
Alexandre Guyard de Saint-Chéron meurt le 7 mai 1892 dans le 8e arrondissement de Paris.